# SNCF BB 16000
Die BB 16000 waren Elektrolokomotiven für den Einsatz vor Schnellzügen auf dem mit einer Spannung von 25 kV 50 Hz betriebenen Wechselstromnetz im Norden Frankreichs. Sie waren die Wechselstromvariante der BB 9200.

## Geschichte
Im Jahre 1958 wurden 62 Lokomotiven für den Schnellzugverkehr auf dem 50-Hz-Netz der SNCF bestellt. Sie dienten einerseits dazu, die Höchstgeschwindigkeit der Schnellzüge heraufzusetzen, da bis dahin nur Lokomotiven zur Verfügung standen, die 120 km/h erreichten, anderseits wurden für die neu elektrifizierten Strecken Paris–Lille und Paris–Straßburg zusätzliche Lokomotiven benötigt. Das Lastenheft sah eine Höchstgeschwindigkeit von 160 km/h vor, mit der 800-Tonnen-Züge in der Ebene befördert werden mussten.
Im Osten wurden die BB 16000 ab 1978 von den BB 15000 ersetzt. Einige BB 16000 wurden zum Führen der Wendezüge aus Corail VU 75 Wagen angepasst, die auf der Strecke Paris–Rouen–Le Havre eingesetzt wurden. Zwei weitere Lokomotiven folgten 1987.
Im Norden ging der Einsatz der BB 16000 erst ab 1993 mit der Eröffnung der LGV Nord zurück. Dieser Rückgang wurde teilweise durch den Umbau von 15 Lokomotiven in BB 16100 für den Einsatz mit Doppelstockzügen in den Jahren 1991 bis 1993 und durch die Elektrifizierung der Strecke Paris–Caen–Cherbourg in den Jahren 1995 bis 1996 kompensiert. Die Einsätze der BB 16000 im Fernverkehr und vor beschleunigten Regionalzügen gingen daher kaum zurück.
Die Ausmusterung der BB 16000 begann erst 2006, als durch die Eröffnung des TGV Est BB 15000 frei wurden. Die für den Einsatz vor Wendezügen umgebauten BB 16000 konnten diese Aufgaben nicht mehr wahrnehmen, da die Corail-Steuerwagen auf die Multiplex-Wendezugsteuerung der BB 15000R umgerüstet worden waren. Die letzten elf BB 16000 wurden 2012 ausgemustert, nachdem die BB 22200 mit Wendezugsteuerung versehen worden war. Die allerletzte im Einsatz stehende BB 16000 war BB 16029, die im November 2012 zum letzten Mal verkehrte.

## Technik

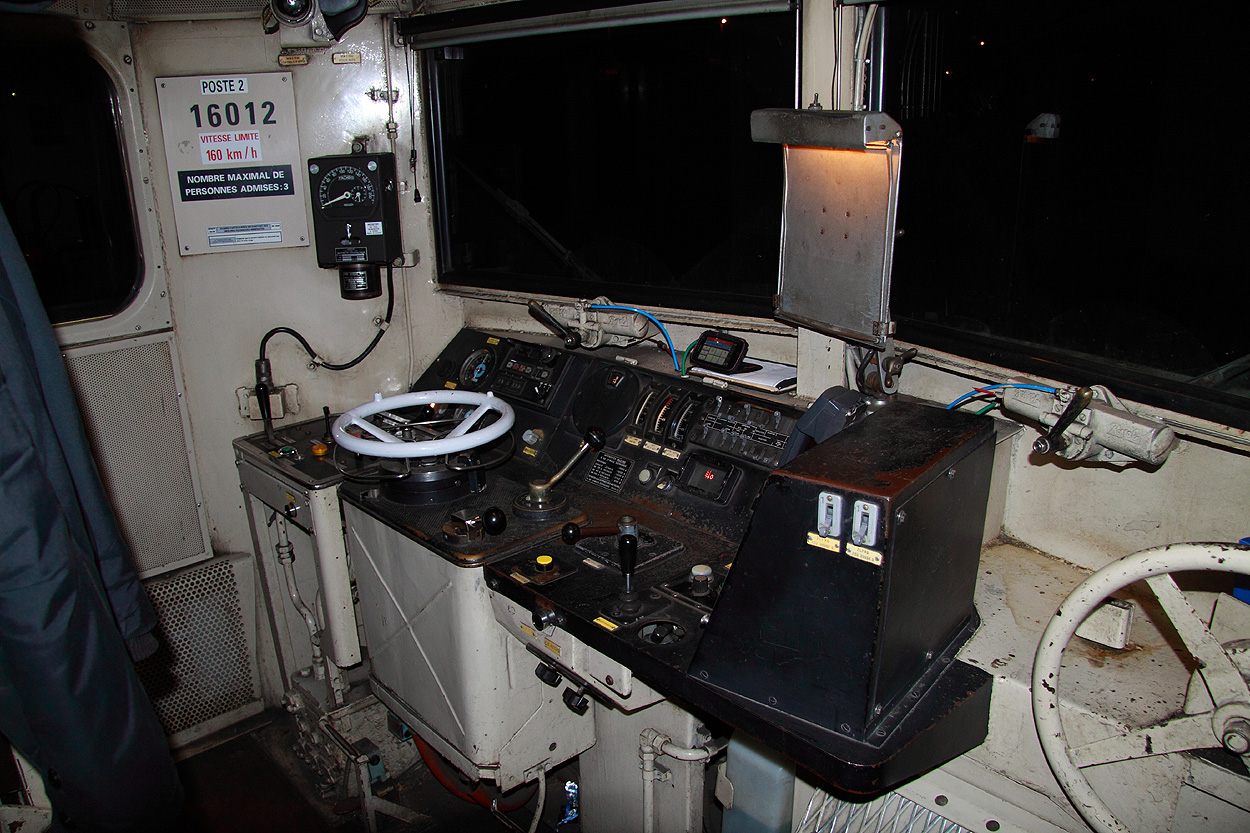
Führerstand

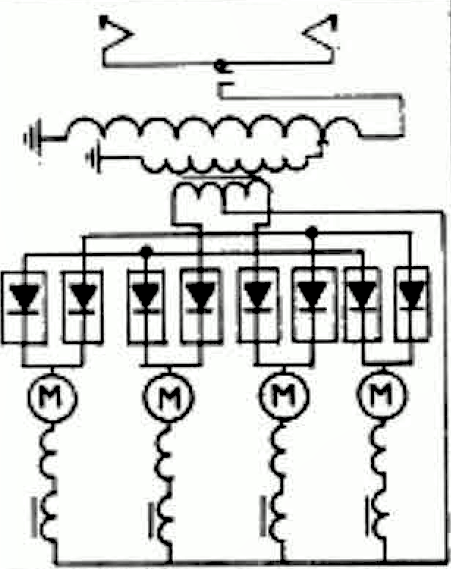
Hauptstromschaltplan der BB 16000

Der mechanische Teil leitete sich von den BB 9200 ab, die allgemein als BB Jacquemin bezeichnet wurden. Der Name bezog sich auf den vom SNCF-Maschineningenieur André Jacquemin entwickelten Jacquemin-Antrieb, der für den Einzelachsantrieb der vier Motoren verwendet wurde.
Der elektrische Teil lehnte sich an die Technik der BB 12000 an. Nach dem Transformator mit hochspannungsseitigem Stufenschalter wurde der Wechselstrom aus der Oberleitung in Gleichstrom umgewandelt und den Gleichstrom-Fahrmotoren zugeführt. Die Gleichrichter waren bei Ablieferung als Ignitron ausgeführt. Jeder Fahrmotor wurde von zwei dieser Quecksilberdampfgleichrichter mit Spannung versorgt. Später wurden die Ignitron durch Siliziumdiode-Gleichrichter ersetzt.
Die Bedienung der Lokomotive war sitzend oder stehend möglich. Dem Lokomotivführer stand ein gepolsterter Klappsitz als Führerstuhl zur Verfügung.

## Farbgebung
Die Lokomotiven hatten bei Ablieferung einen grün-grauen Anstrich. Im Laufe der Jahre änderte sich ihr Aussehen. Die gebogenen Eckfenster der Führerstände verschwanden schnell und die Einheitsscheinwerfer wurden Ende der 1970er-Jahre mit roten Schlusslichtern ergänzt. Ebenso verschwanden die als Moustaches ‚Schnurrbärte‘ bezeichneten Aluminiumverzierungen aus den 1950er-Jahren an der Stirnfront der Lokomotiven. In den 1980er-Jahren hielt der betongraue Anstrich Einzug. Damit die Lokomotiven zu den überholten Corail-Wagen passten, erhielten sie in der zweiten Hälfte der 1990er Jahre die grau-rote Multiservice-Lackierung und nach 2002 die Lackierung en voyage.

Lackvarianten
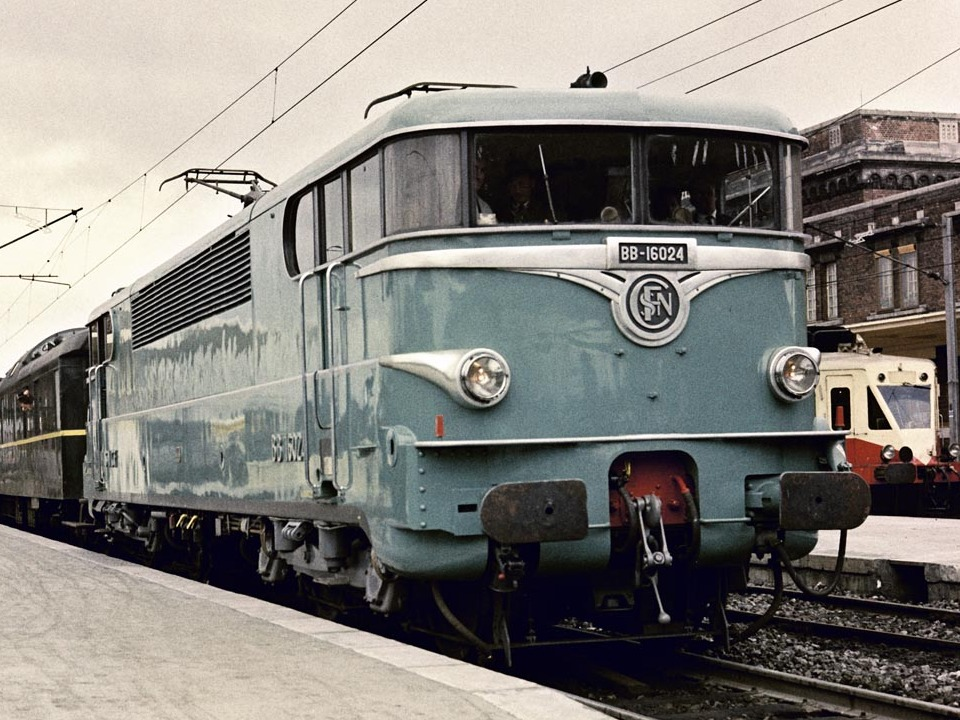
Ursprüngliche Ausführung in Grau-Grün mit Aluminiumverzierung
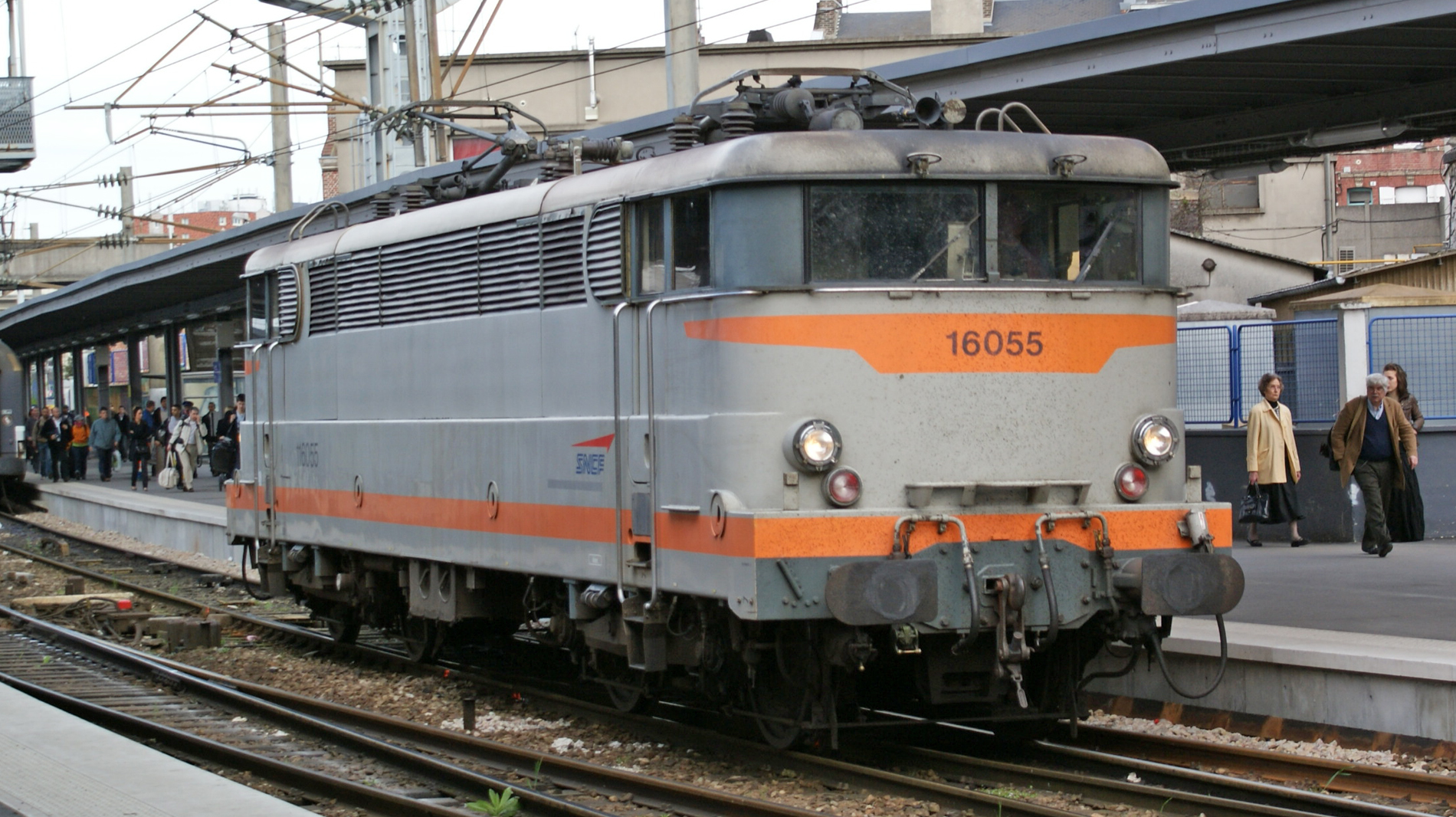
Betonfarbener Anstrich, vergrößerte Lüfterjalousien
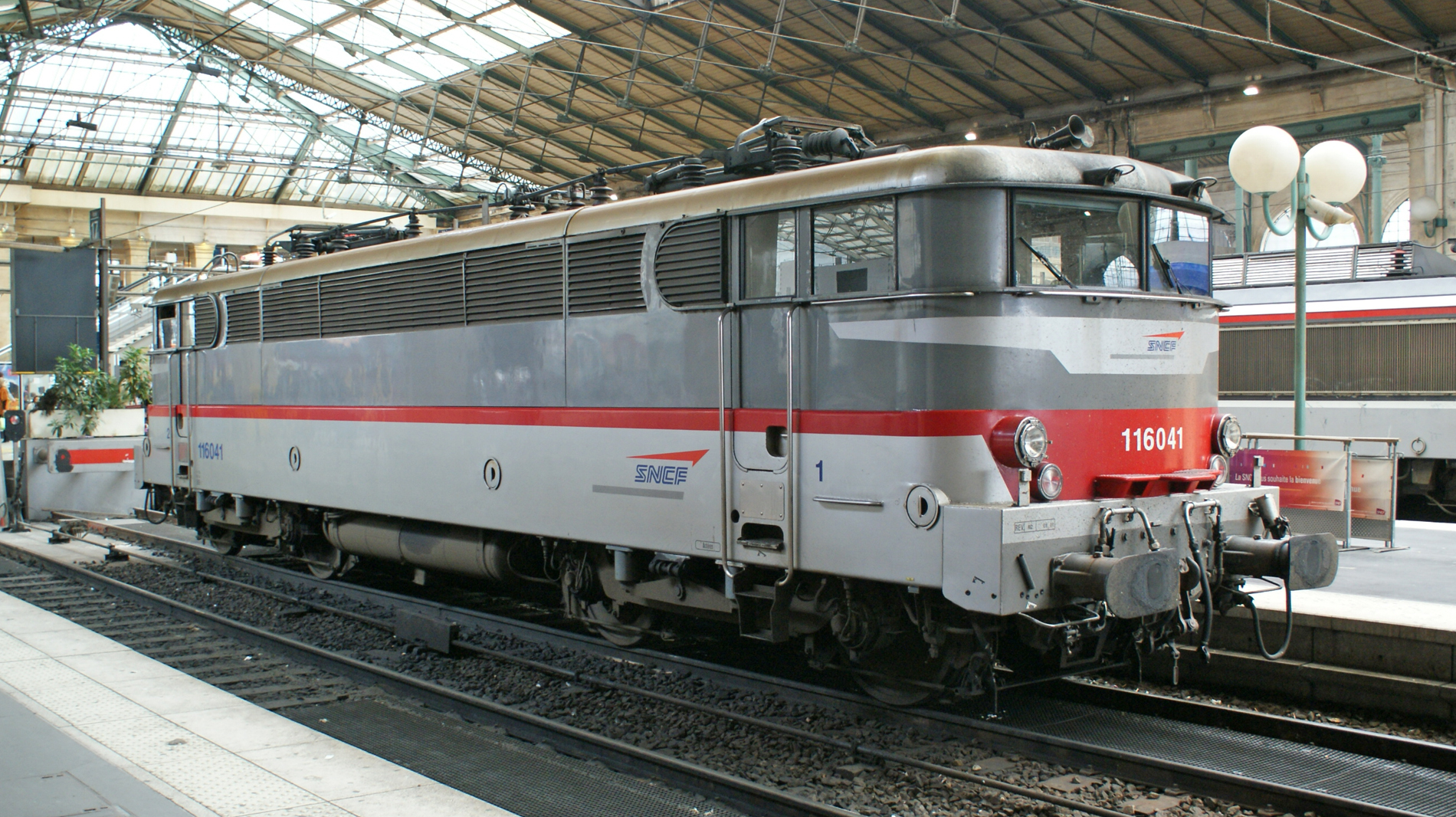
Multiservice-Anstrich der 1990er Jahre
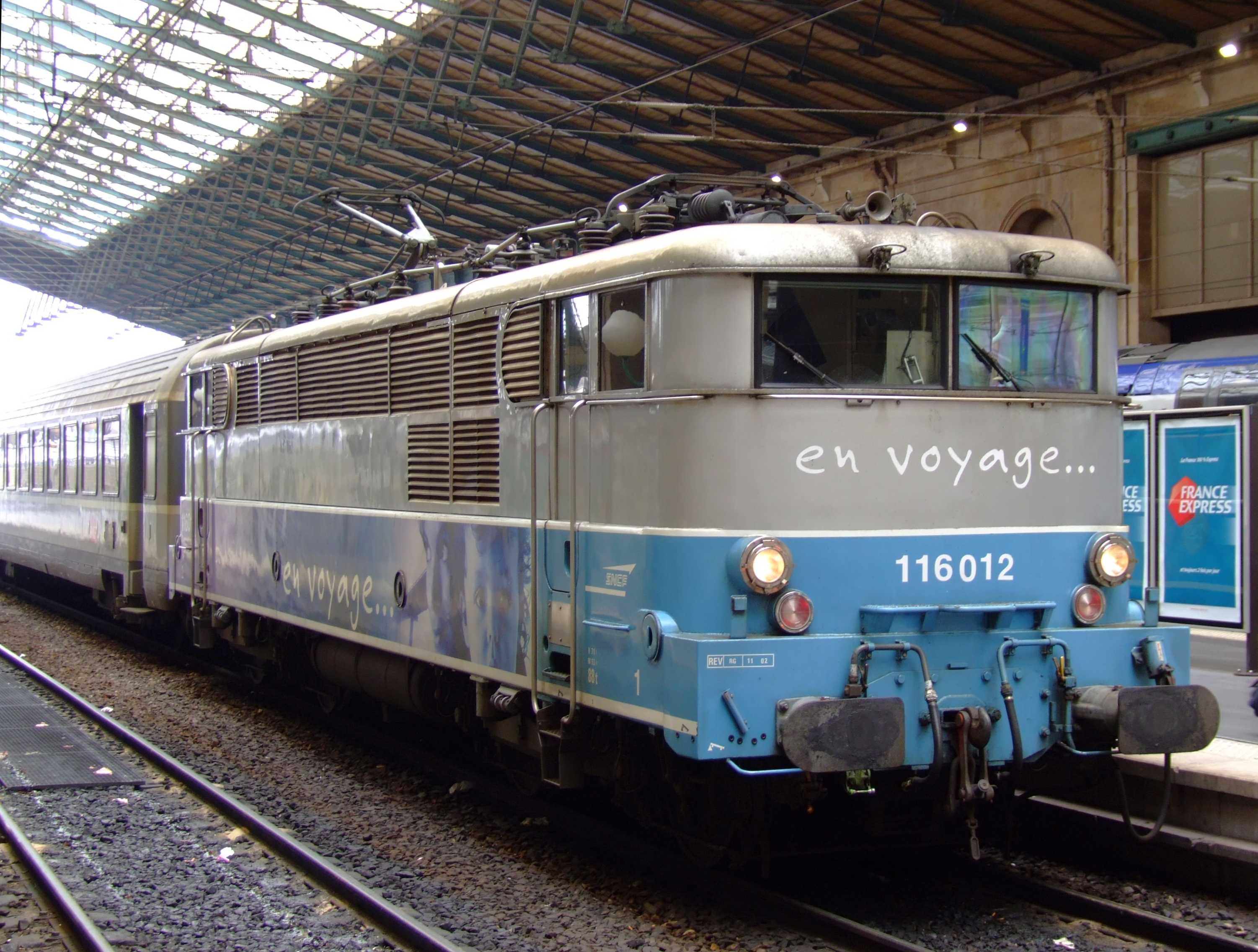
En-Voyage-Lackierung der 2000er Jahre